# Кайседо, Элиан
Элиа́н Хосуэ́ Кайсе́до Ло́пес (исп. Elián Joshué Caicedo López; род. 6 марта 2005, Эсмеральдас) — эквадорский футболист, полузащитник клуба «Мушук Руна».

## Клубная карьера
Кайседо — воспитанник клуба «Мушук Руна». 12 августа 2024 года в матче против «Эмелека» он дебютировал в эквадорской Примере. 8 ноября в поединке против «Дельфина» Элиан забил свой первый гол за «Мушук Руна».

## Международная карьера
В 2025 году в составе молодёжной сборной Эквадора Кайседо принял участие в молодёжном чемпионате Южной Америки в Венесуэле. На турнире он сыграл в матчах против команд Боливии, Колумбии, Бразилии и Аргентины.